# Wallander – Jokern
Wallander – Jokern är en svensk thriller från 2006. Det är den tolfte filmen i den första omgången med Krister Henriksson som Kurt Wallander. Filmen släpptes på DVD den 1 november 2006.

## Handling
För Malmöpolisen vittnar Carina Olsson om knarkuppgörelser som ägt rum på hennes restaurang. Hon gör det på villkoret att få skyddad identitet. Två dagar senare hittas Carina skjuten med tre skott - två i huvudet och ett i ryggen. En regelrätt avrättning som Carinas sjuåriga dotter Cleo dessutom blir vittne till. Cleo lyckas dock undkomma och hamnar på sjukhus i ett apatiskt tillstånd. 
Mordet sker i utkanten av Ystad och därmed är det ett fall för Kurt Wallander och hans kollegor. I och med att fallet visar sig ha kopplingar till Malmös undre värld får Ystadspolisen hjälp med utredningen av malmöpolisens Frank Borg, en polis med minst sagt tvivelaktiga arbetsmetoder. 
För kriminalinspektör Stefan Lindman, som redan innan fallet Carina visat tecken på obalans, kommer samarbetet med Frank Borg innebära en resa till helvetet tur och retur. Frank lär Stefan vad det innebär att ställa upp för en kollega. I alla lägen. 

## Rollista (i urval)
- Krister Henriksson - Kurt Wallander
- Johanna Sällström - Linda Wallander
- Ola Rapace - Stefan Lindman
- Marianne Mörck - Ebba
- Mats Bergman - Nyberg
- Fredrik Gunnarsson - Svartman
- Stina Ekblad - Karin Linder, obducent
- Jakob Eklund - Frank Borg
- Leif Andrée - Jack Hansson
- Jennie Silfverhjelm - Kim
- Göran Ragnerstam - George Lundkvist
- Mats Eklund - Malm
- Sara Nilsson - Carina Olsson
- Mia Florberger - Sjuksköterska
- Nadja Qrunell - Cleo
- Håkan Bengtsson - Piketpolis
- Anders Birgersson - Mc-kille
- Saman Bakhtiari - Bookmaker
- Göran Aronsson - Grönqvist
- Gonzalo Del Rio Saldias - Santiago
- Lennart Hjulström - Leffe